# ジャイレータ
ジャイレータとは、インピーダンスを反転させる回路網のことである。
ジャイレータを使用することで、キャパシタンスをインダクタンスに、インダクタンスをキャパシタンスに変換することが可能である。

## 概要
ジャイレータを四端子パラメータの一つであるＹパラメータで表現すると
{\displaystyle {I_{1} \choose I_{2}}={\begin{pmatrix}0&G_{12}\\-G_{21}&0\end{pmatrix}}{V_{1} \choose V_{2}}}
{\displaystyle G=} コンダクタンス
となる。
上記パラメータより下記の式が導かれる。
{\displaystyle I_{1}=G_{12}V_{2}}
{\displaystyle I_{2}=-G_{21}V_{1}}
また、{\displaystyle V_{2}}側にキャパシタンス{\displaystyle C[F]}を接続すると ({\displaystyle F}はファラッド)
{\displaystyle I_{2}=-j\omega CV_{2}}
の関係が成り立つ。
上記３つの式より、{\displaystyle V_{1}/I_{1}}を求めると、
{\displaystyle V_{1}/I_{1}=j\omega (C/(G_{12}G_{21}))}
となり、{\displaystyle V_{1}}側から見ると{\displaystyle C/(G_{12}G_{21})[H]}のインダクタンスとなる。 ({\displaystyle H}はヘンリー)